# Radovec Polje
Radovec Polje is een plaats in de gemeente Cestica in de Kroatische provincie Varaždin. De plaats telt 157 inwoners (2001).